# Patáta Káto Nevrokopíou
Patáta Káto Nevrokopíou (en grec moderne : Πατάτα Κάτω Νευροκοπίου : pomme de terre de Káto Nevrokópi) est une indication géographique protégée (IGP) qui s'applique à une production de pommes de terre de la région de Macédoine-Orientale-et-Thrace en (Grèce). Cette production a été enregistrée comme indication géographique protégée (IGP) au niveau européen le 26 mars 2002,. 
Les principales variétés cultivées sont « Agria », « Liseta » et « Spunta ». Il s'agit d'une culture d'été le plus souvent irriguée. 
L'aire de production se situe dans la préfecture de Dráma (région de Macédoine-Orientale-et-Thrace) et couvre environ 3 500 hectares dans les communes de Chrissokéfalos, Dassotó, Katáfyto, Káto Nevrokópi, Káto Vrondoú, Lefkóya, Ochyró, Perithóri et Vathýtopos.